# Gladiator 2
Gladiator 2 er en amerikansk film fra 2024 af Ridley Scott.

## Medvirkende
- Paul Mescal som Lucius
- Denzel Washington som Macrinus
- Pedro Pascal som General Acacius
- Alexander Karim som Ravi
- Connie Nielsen som Lucilla
- Derek Jacobi som Senator Gracchus
- Yuval Gonen som Arishat
- Djimon Hounsou som Juba
- Joseph Quinn som Caracalla
- Fred Hechinger som Geta
- Tim McInnerny som Senator Thraex
- Matt Lucas som Konferencier
- Peter Mensah som Jugurtha